# Emmanuel
Pour les articles homonymes, voir Emmanuel (homonymie).
Emmanuel ou Emanuel ou encore Immanuel est un prénom dérivé de l'hébreu ‘immânû ’él (עִמָּנוּ אֵל), qui signifie  « Dieu est parmi nous ». Il s'agit du nom sous lequel l'auteur du Livre d'Isaïe désigne, dans l'Ancien Testament, le Messie promis au peuple juif (Livre d'Isaïe (7,14), et que la Septante transcrit en grec sous la forme Ἐμμανουήλ Emmanouēl.
Le nom figure également dans l'évangile selon Matthieu (1,23), qui reprend le passage d'Isaïe pour insister sur la dimension messianique de Jésus de Nazareth.  
Emmanuel désigne aussi un martyr d'Orient, saint Emmanuel, arrêté et exécuté en 304, dans le cadre de la persécution des chrétiens par Dioclétien, avec 42 autres martyrs, parmi lesquels saint Codrat (ou Quadrat), évêque d'Anatolie, saint Sabin et saint Théodose. 
Dans le calendrier et martyrologe romain, de l'Église catholique, la célébration de la mémoire facultative est inscrite le 26 mars .  
Les chrétiens catholiques et orthodoxes de France célèbrent la mémoire le 25 décembre. 
Ce nom a pour forme féminine Emmanuelle et comme diminutif fréquent Manu, pour les hommes et Emma pour les femmes.

## Variantes
- Emmanuelle , forme féminine du prénom
- Manuel , diminutif du prénom
- Manu , diminutif du prénom

### Variantes linguistiques
- portugais : Emanuel, Manuel, Manel
- basque : Imanol  ;
- catalan : Manel ;
- espagnol : Manuel  ; diminutif espagnol : Manolo, Manolete ;
- grec : Emmanouil / Εμμανουήλ, Manolis / Μανόλης ;
- hébreu : diminutif hébreu : Mano  ;
- hongrois : Emánuel  ;
- italien : Emanuele ; diminutif italien : Manuele, Manu  ;
- occitan : Manuèl, Enmanuèl, Amaniu (forme gasconne) ;
- roumain : Emanoil, Emanuil

## Personnalités

### Prénom
Pour les articles sur les personnes portant ce prénom, consulter les listes générées automatiquement en cliquant sur les liens suivants :
- Emmanuel
- Emanuel
- Immanuel

### Patronyme

#### Emmanuel
- Emmanuel Ier de Portugal (1469-1521), Roi du Portugal
- Emmanuel-Théodose de La Tour d'Auvergne, Cardinal de Bouillon (1643-1715)
- Emmanuel-Théodose de La Tour d'Auvergne, duc de Bouillon (1668-1730)
- Emmanuel Kant, (1724-1804) philosophe allemand
- Emmanuel Niyoyabikoze, (1994-), sage-femme, militant environnemental et fondateur de Greening Burundi
- Georgui Emmanuel (1775-1837), général russe
- David Emmanuel (1854-1941), mathématicien roumain
- Maurice Emmanuel (1862-1938), compositeur français
- Taamrat Emmanuel (1888-1963), homme politique éthiopien
- Arghiri Emmanuel (1911-2001), économiste grec
- Pierre Emmanuel (1916-1984), poète français
- Emmanuel (1952-), chanteur mexicain
- François Emmanuel (1952-), écrivain belge
- Tommy Emmanuel (1955-), guitariste australien
- Udom Gabriel Emmanuel (1966-), homme politique nigérian
- Emmanuel Macron, (1977-) président de la République française
- Sunday Emmanuel (1978-2004), athlète nigérian
- Nathalie Emmanuel (1989-), actrice britannique
- Crystal Emmanuel (1991-), athlète canadienne
- Sani Emmanuel (1992-), footballeur nigérian
- Sunday Emmanuel (1992-), footballeur nigérian

#### Emanuel
- Harry Emanuel (1831-1898), bijoutier et homme politique britannique
- James Emanuel (1921-2013), poète et universitaire américain
- Esme Emanuel (1947-), joueuse de tennis sud-africaine
- Kerry Emanuel (1955-), météorologue américain
- Emanuel (1957-), chanteur portugais
- Ari Emanuel (1962), agent d'artistes américain
- Rahm Emanuel (1959-), homme politique américain
- Pedro Emanuel (1975-), footballeur portugais
- Russ Emanuel (1977-), réalisateur, scénariste, producteur et monteur indépendant américain
- Lee Emanuel (1985-), athlète britannique

### Immanuel
- Stella Immanuel (1965-), femme médecin, auteure et pasteure camerounaise et américaine.

### Autres
- Emmanuel est le nom donné au gros bourdon, la plus grosse et la plus ancienne (1686) cloche de la cathédrale Notre-Dame de Paris.

#### Variantes
- Emmanuelle , forme féminine du prénom
- Manuel , diminutif du prénom
- Manu , diminutif du prénom